# Aloina apiculata
Aloina apiculata là một loài Rêu trong họ Pottiaceae. Loài này được (E.B. Bartram) Delgad. mô tả khoa học đầu tiên năm 1973.